# Parque das Ruínas
El Centro Cultural Municipal Parque das Ruínas es un parque público y centro cultural en el barrio de Santa Teresa de la ciudad de Río de Janeiro, Brasil. Está ubicado en las ruinas del palacete que fuera residencia de Laurinda Santos Lobo, mecenas y socialité de la Belle Époque carioca, conocida como la «mariscala de la elegancia» («marechala da elegância»), y donde acostumbraba reunir intelectuales y artistas.
Construido casi en el punto más alto de Santa Teresa, desde el lugar se tienen vistas panorámicas de la bahía de Guanabara, el centro de la ciudad, el cerro Pan de Azúcar, parte de la orla, la catedral de Río de Janeiro y los Arcos da Lapa.

## Historia
El parque y las ruinas formaron parte del palacete Murtinho Nobre, edificado entre 1898 y 1902. La residencia llevaba el nombre del doctor en medicina Murtinho Nobre, pionero de la homeopatía en Brasil. Fue la residencia carioca de Laurinda Santos Lobo, heredera del grupo Mate Laranjeira, quien dividía su tiempo entre Río de Janeiro y París. Dedicada al mecenazgo, presidió el consejo de la Federação brasileira para o progresso feminino. En su homenaje Heitor Villa-Lobos compuso la obra Quattour - impressões da vida mundana.
Durante los años 1920 el palacete fue centro de reunión del modernismo brasileño en Río de janeiro, y uno de los puntos más importantes de la vida cultural carioca durante las dos décadas siguientes. Hasta el fallecimiento de la anfitriona, a sus fiestas acudían las figuras más conocidas de la época, como Villa-Lobos y Tarsila do Amaral y visitantes como la bailarina Isadora Duncan.
Laurinda no tuvo hijos y falleció el 16 de julio de 1946. En su testamento legó la casa a la Sociedad Homeopática, institución que no llegó a tener la propiedad del bien. El local fue abandonado, saqueado y ocupado por gente de la calle y hasta por traficantes de drogas. Algunos relatos describen que junto con el piano y el resto del mobiliario se robaron hasta las perillas de las puertas que estaban hechas de oro.
En 1993 la propiedad fue adquirida por la Secretaría Municipal de Cultura del Gobierno del Estado de Río de Janeiro. Fue reformada a partir de un proyecto de los arquitectos Ernâni Freire y Sônia Lopes que fue premiado por el Instituto dos Arquitetos do Brasil (IAB). Se mantuvo la estructura de las ruinas, combinándola con estructuras metálicas y de vidrio. Durante los trabajos de restauración también se recogieron fragmentos originales de la mansión y se colocaron en redomas.
El centro cultural se inauguró en 1997. El parque cuenta con sala de exposiciones, auditorio para cien personas, un palco de 88 m² y una cafetería que funcionan en función de la programación de eventos. En las áreas ala aire libre se realizan espectáculos y programas especiales para niños.